# Opérateur sectoriel
En mathématiques, et plus précisément en analyse fonctionnelle, un opérateur sectoriel est un opérateur linéaire sur un espace de Banach dont le spectre se situe dans un secteur ouvert du plan complexe et dont la résolvante est uniformément majorée en dehors de tout secteur majeur. Les opérateurs peuvent être non bornés.
Les opérateurs sectoriels ont des applications dans la théorie des équations aux dérivées partielles elliptiques et paraboliques.

## Opérateur sectoriel
Soit {\displaystyle (X,\|\cdot \|)} un espace de Banach et soit {\displaystyle A} un opérateur linéaire (non borné) sur {\displaystyle X} et {\displaystyle \sigma (A)} son spectre.
On définit le secteur ouvert pour l'angle {\displaystyle 0<\omega \leq \pi }
{\displaystyle \Sigma _{\omega }:=\{z\in \mathbb {C} \setminus \{0\}:|\operatorname {arg} z|<\omega \}}
et le cas particulier {\displaystyle \Sigma _{0}:=(0,\infty )} pour {\displaystyle \omega =0}.
Fixons maintenant un angle {\displaystyle \omega \in [0,\pi )}.
L'opérateur {\displaystyle A} est dit sectoriel d'angle {\displaystyle \omega } si:
{\displaystyle \sigma (A)\subset {\overline {\Sigma _{\omega }}}}
et pour tous les angles plus larges {\displaystyle \psi \in (\omega ,\pi )}
{\displaystyle \sup \limits _{\lambda \in \mathbb {C} \setminus {\overline {\Sigma _{\psi }}}}|\lambda |\|(\lambda -A)^{-1}\|<\infty .}
On note l'ensemble des opérateurs sectoriels pour l'angle {\displaystyle \omega } avec {\displaystyle \operatorname {Sect} (\omega )}.

### Propriétés
- Pour {\displaystyle \omega \neq 0}, {\displaystyle \Sigma _{\omega }} est ouvert et symétrique par rapport à l'axe réel positif avec un angle d'ouverture de {\displaystyle 2\omega }.